# Städtekrieg 1387–1389
Der Städtekrieg war ein Krieg zwischen dem Schwäbischen Städtebund und den bayerischen Herzögen von 1387 bis 1389.
Auslöser des Städtekrieges war ein Pakt zwischen dem Schwäbischen Städtebund und dem Salzburger Erzbistum von 1387, der die bayerischen Herzöge herausforderte. Herzog Friedrich von Bayern nahm daraufhin den Salzburger Erzbischof Pilgrim gefangen und forderte für seine Freilassung die Auflösung des Vertrags mit dem Schwäbischen Städtebund.

## Verhandlungen
Am 8. Januar 1388 erklärte König Wenzel (1378–1400) den Reichskrieg gegen Bayern, den der Städtebund seinerseits schon am 15. Dezember 1387 in Ulm gegen Bayern beschlossen hatte. Der Versuch Pfalzgraf Ruprechts, den drohenden Krieg durch ein Schiedsgericht in Neumarkt abzuwenden, endete am 15. März 1388 mit einem Vergleich, der in weiten Teilen den Forderungen der Städte entsprach. Die Klärung der das Erzbistum Salzburg betreffenden Fragen wurde auf den 12. April 1388 in Heidelberg vertagt, da der Bischof dem Schiedsgericht ferngeblieben war. Die Streitigkeiten konnten in Neumarkt nicht endgültig beigelegt werden. Die Städte waren den Bestimmungen des Vergleichs nachgekommen, seitens des bayerischen Adels kam es jedoch weiterhin zu Übergriffen auf die Städte.
Unter dieser negativen Vorgabe trafen sich die Verhandlungsparteien in Heidelberg, um eine endgültige Klärung herbeizuführen. Den Städtebund vertrat nun eine eigene Delegation, darunter Fraktionen von besonders stark geschädigten Städten – z. B. auch eine Abordnung der Reichsstadt Nürnberg. Die vorzeitige Abreise der Städtebundvertreter aus Heidelberg verhinderte auch diesmal einen endgültigen Rechtsspruch. Die Städtebundvertreter forderten zuerst die Erfüllung des Neumarkter Vergleichs, Pfalzgraf Ruprecht hingegen einen neuen Rechtsspruch, dessen vorteilhafter Inhalt, in dem das Verhalten der bayerischen Herzöge als Verstoß gegen die Fehderegeln gebrandmarkt und den Städten Anspruch auf Schadenersatz zugesprochen wurde, den Städtebundvertretern jedoch nicht bekannt war und den sie deshalb ablehnten.
Brüskiert durch die Haltung der Städtebundvertreter, traten viele Adlige und auch Ruprecht an der Seite der bayerischen Fürsten in den Krieg gegen die Städte ein ,
ebenso die Grafen von Württemberg, die Bischöfe von Würzburg und Bamberg, der Burggraf von Nürnberg.  Die schwäbischen Städte unterstützte der Rheinische Städtebund.
Damit drohte der Kriegsausbruch in Franken. Der Nürnberger Rat versuchte zwar, den Konflikt auf diplomatischem Weg zu regeln, ordnete aber dennoch die Mobilmachung der Bevölkerung an und begann mit dem Anwerben von Söldnern. Ein Eingreifen der Städte an der Grenze zu Frankreich verhinderte der französische König Karl VI., der Straßburg und andere Städte in seinem Einflussbereich brieflich davor warnte, gegen die bayerischen Herzöge und insbesondere gegen seinen Schwiegervater Stephan III. vorzugehen. Unter anderem wurde während des Krieges die Burg Alt-Lichtenstein durch die Stadt Reutlingen zerstört.
Während der Kriegshandlungen im fränkischen Umland versuchte der Nürnberger Rat, auf diplomatischem Wege eine friedliche Lösung zu finden. Es kam zu einigen erfolglosen Verhandlungen, bevor der am 5. Mai 1389 in Eger erreichte Landfrieden den Städtekrieg beendete. Der Friedensschluss war eine Niederlage für den Schwäbischen Städtebund, den Städten wurde der geforderte Schadenersatz verweigert. Hauptziel des Landfriedens war es, den Einfluss des Städtebundes auf die Entwicklung der Reichsordnung zu brechen.

## Militärische Niederlagen des Städtebunds
In zwei großen Feldschlachten unterlagen die Städte schließlich den Fürsten.
In Südwestdeutschland war mit dem Sieg des Grafen von Württembergs in der Schlacht bei Döffingen am 23. August 1388 die dortige Auseinandersetzung zwischen aufstrebenden Landesherrschern und den Städten zu Gunsten der Landesherren beendet worden.
Am 6. November 1388 verlor auch der Rheinische Städtebund, zu dem neben Pfeddersheim auch Mainz, Worms, Frankfurt, Speyer, Straßburg, Hagenau und Weissenburg im Elsass gehörten, bei Pfeddersheim eine Schlacht gegen Kurfürst Ruprecht von der Pfalz, den badischen Markgrafen und den Grafen von Leiningen. Mit der Niederlage war die große Zeit der Reichsstädte am Oberrhein vorbei.
Auch in der Kronberger Fehde kam es in der Schlacht bei Eschborn im Mai 1389 zu einer Niederlage der Reichstadt Frankfurt gegen die adeligen Herren und Ruprecht von der Pfalz.

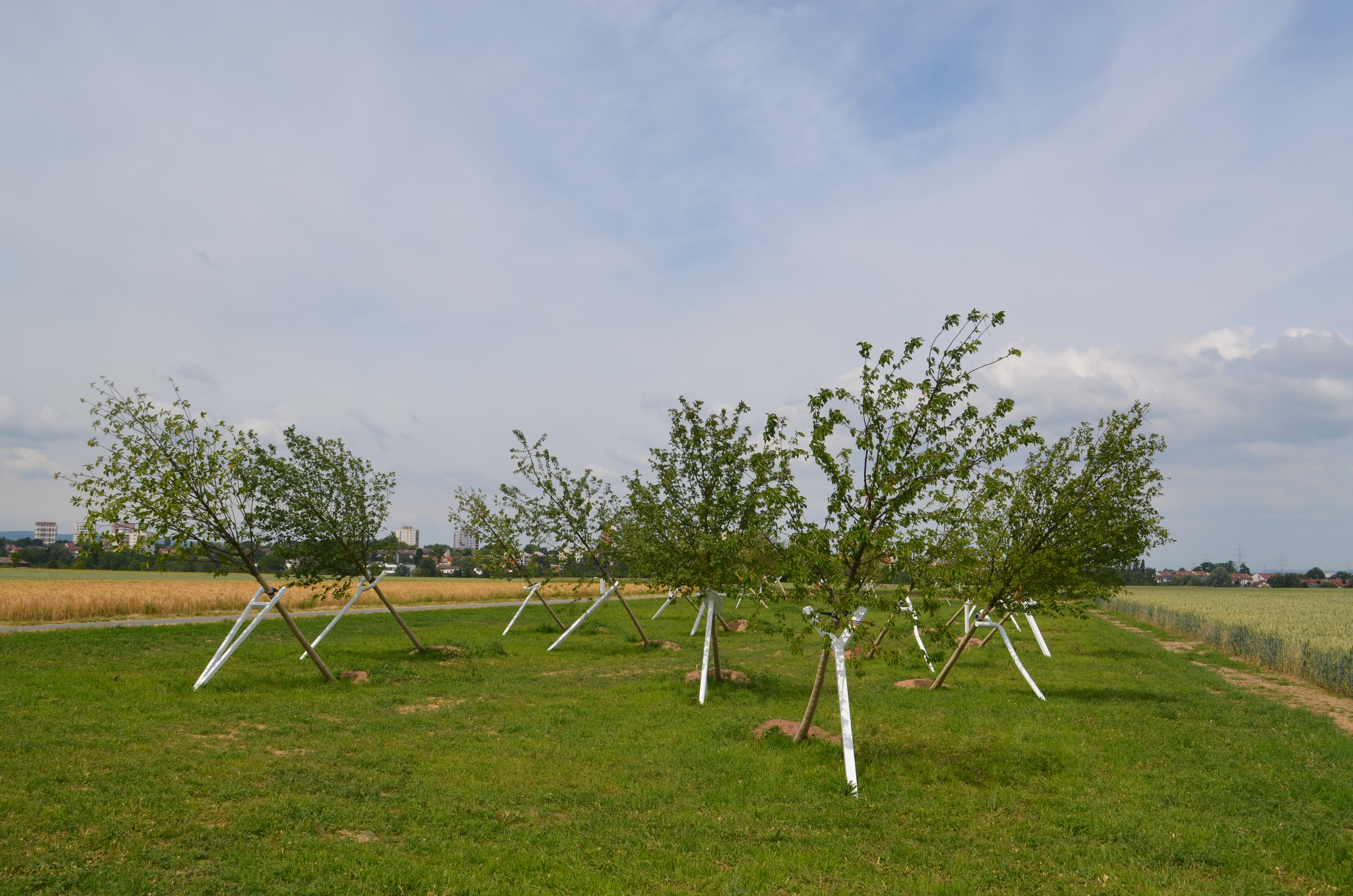
Der „Schiefe Wald“, der an die Schlacht bei Eschborn erinnern soll

In Eschborn pflanzten 2014 die Hamburger Künstler Ulrich Genth und Heike Mutter sechsundzwanzig Bäume auf einen ehemaligen Acker in Schieflage, an dem Ort, wo die Schlacht stattfand. Die Bäume werden durch Stahlhalterungen unterschiedlicher Formen in Schräglage gehalten. Das Kunstwerk Schiefer Wald soll an die Schlacht bei Eschborn erinnern.